# Pungnap-dong
Pungnap-dong (koreanska: 풍납동) är en stadsdel i Sydkoreas  huvudstad Seoul. Den ligger i den sydöstra delen av staden i stadsdistriktet Songpa-gu.

## Indelning
Administrativt är Pungnap-dong indelat i:
| Namn    | Namn               | Yta km² | Invånare 31 dec 2020> |
| ------- | ------------------ | ------- | --------------------- |
| 풍납1동 | Pungnap 1(il)-dong | 0,8     | 14 585                |
| 풍납2동 | Pungnap 2(i)-dong  | 1,6     | 25 703                |